# Ivan Nikolaïevitch Pavlov
Pour les articles homonymes, voir Pavlov.
Ivan Nikolaïevitch Pavlov (russe : Ива́н Никола́евич Па́влов), né le 5 mars 1872 (17 mars dans le calendrier grégorien) et mort le 30 août 1951, est un graveur et peintre russe et soviétique. Il a été artiste du peuple de la RSFSR (1943) et lauréat du Prix Staline (1943).

## Biographie
Ivan Nikolaïevitch Pavlov est né 5 mars 1872 (17 mars dans le calendrier grégorien) dans le village de Popovka, actuellement dans le District urbain de Kachira (ru), dans l'oblast de Moscou.
Il suit les cours de l'Académie d'art et d'industrie Stieglitz, et de l'école de dessin de la Société impériale d'encouragement des beaux-arts, dans l'Atelier de Vassili Mate (1891-1892), à Saint-Pétersbourg.
Il enseigne à l'Académie d'art et d'industrie Stroganov de Moscou de 1907 à 1914, à l'Ecole d'art Stydine de la Camaraderie des typographes, à partir de 1915, et aux Ateliers artistiques libres des Vkhoutemas, à Moscou, de 1917 à 1922. Il a pour élèves Vladimir Sokolov (ru), Mikhaïl Matorine (ru) et Olga Taïojnaïa (ru).
Il devient membre de l'Association des artistes de la Russie révolutionnaire en 1925, et membre titulaire de l'Académie des beaux-arts d'URSS (ru) en 1947.
Il meurt le 30 août 1951 à Moscou, où il est enterré au cimetière de Novodevitchi.

## Œuvre

### Œuvre plastique

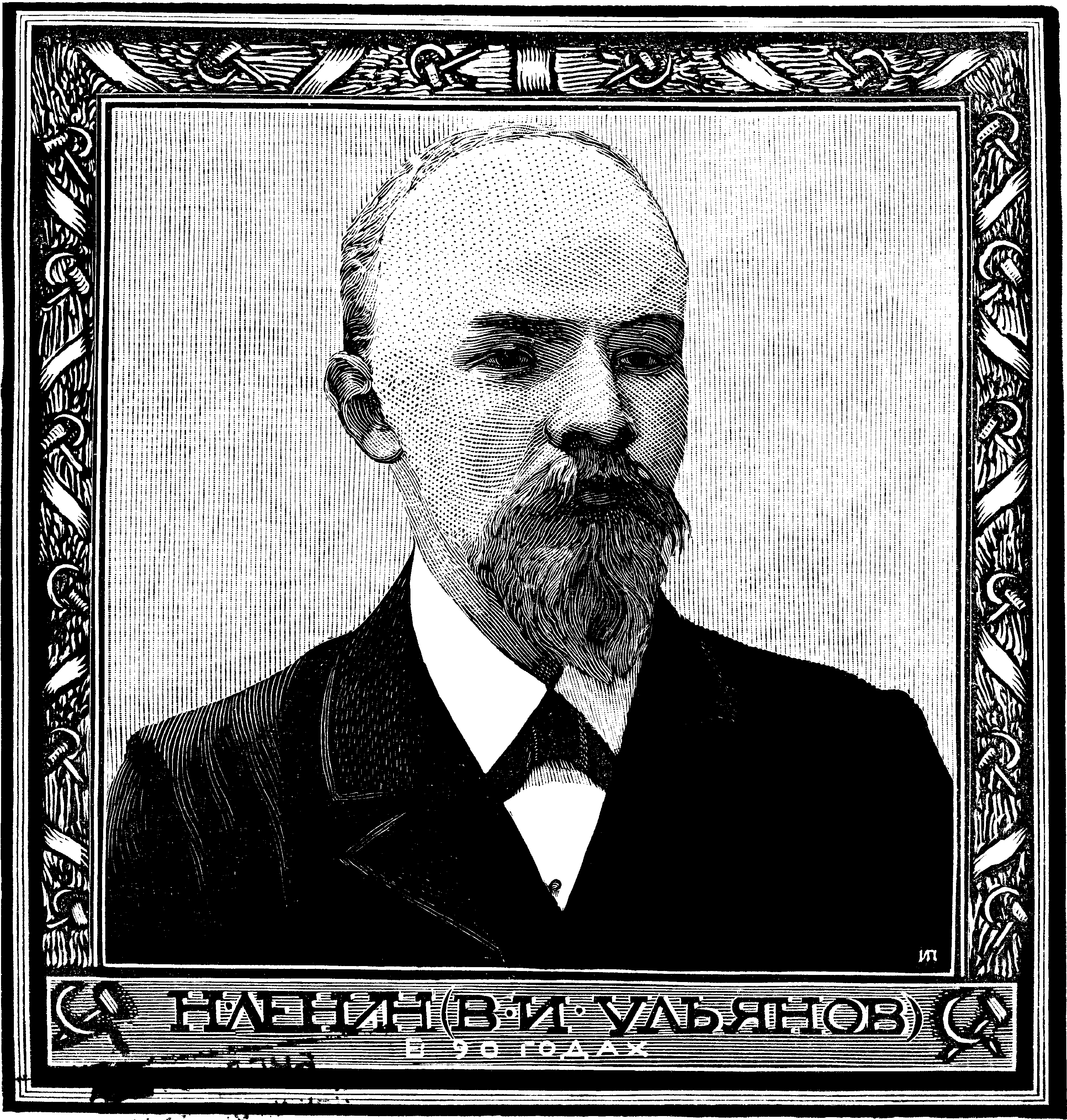
N[otre] Lenine (Vladimir Ilitch Oulianov) dans les années 1890.

Après avoir fait des reproductions xylographiques pour les journaux, comme le Zaporogue («Запорожец»), d'après une étude d'Ilia Répine, en 1895, à la fin des années 1900, il réalise des gravures sur bois et des lithographies, le plus souvent originales, imprimées en couleurs.
Il utilise la technique de la gravure en bois de bout, et est y développe une nouvelle vision de la gravure, dans laquelle le maitre-graveur se veut aussi artiste et créateur indépendant.
Il publie dans le premier quart du XXe siècle une série de recueils de gravures d'auteur : La Russie disparue («Уходящая Русь»), Moscou disparue («Уходящая Москва»), La vieille province («Старая провинция»), Ostankino («Останкино»- 1909) et Paysages en couleurs en gravure sur bois («Пейзажи в цветных гравюрах на дереве»).
Après 1917, il réalise d'autres séries d'estampes, de paysages industriels notamment : La Volga à Iaroslav («Волга у Ярославля»), Élevateur sur la Kama («Элеватор на Каме» - 1925), Pétroliers sur la Volga («Нефтевозы на Волге»), et la série Le vieux Moscou («Старая Москва») en 1944-1947.
Il a gravé plus de 75 ex-libris, dont 6 avant 1917.
Il est l'auteur en 1933 d'une méthode de gravure.

### Œuvre écrit
- (ru) Гравюры И. Н. Павлова (1886—1921) [« Gravures d'I. N. Pavlov (1886-1921) »], Moscou, Государственное издательство,  —  с. с ил.; 33 л. ил. //., coll. « Кабинет гравюр Государственного Румянцевского музея »,‎ 1922., 107 p.
- (ru) Московские дворики. Гравюры [« Cours de Moscou. Gravures »] (préf. В. Я. Адарюкова (V. I. Adarioukova)), Moscou, «Новая Москва»,‎ 1925
- (ru) Гравер-самоучка. Краткое наглядное руководство по изучению техники гравюры на дереве, линолеуме и обрезной гравюры [« Se former à la gravure. Court manuel pratique pour l'étude des techniques de la gravure sur bois et sur linoléum et de la gravure en bois de bout »], Moscou - Leningrad, ГИЗ изобразительных искусств,‎ 1931, 112 p.

## Prix et distinctions
- Artiste du peuple de la RSFSR (1943)[1] ;
- Lauréat du Prix Staline (1943), deuxième degré, pour de nombreuses années de succès majeurs en art ;
- Ordre du Drapeau rouge du Travail (1943)[1].